# Hieronymus von Alesani

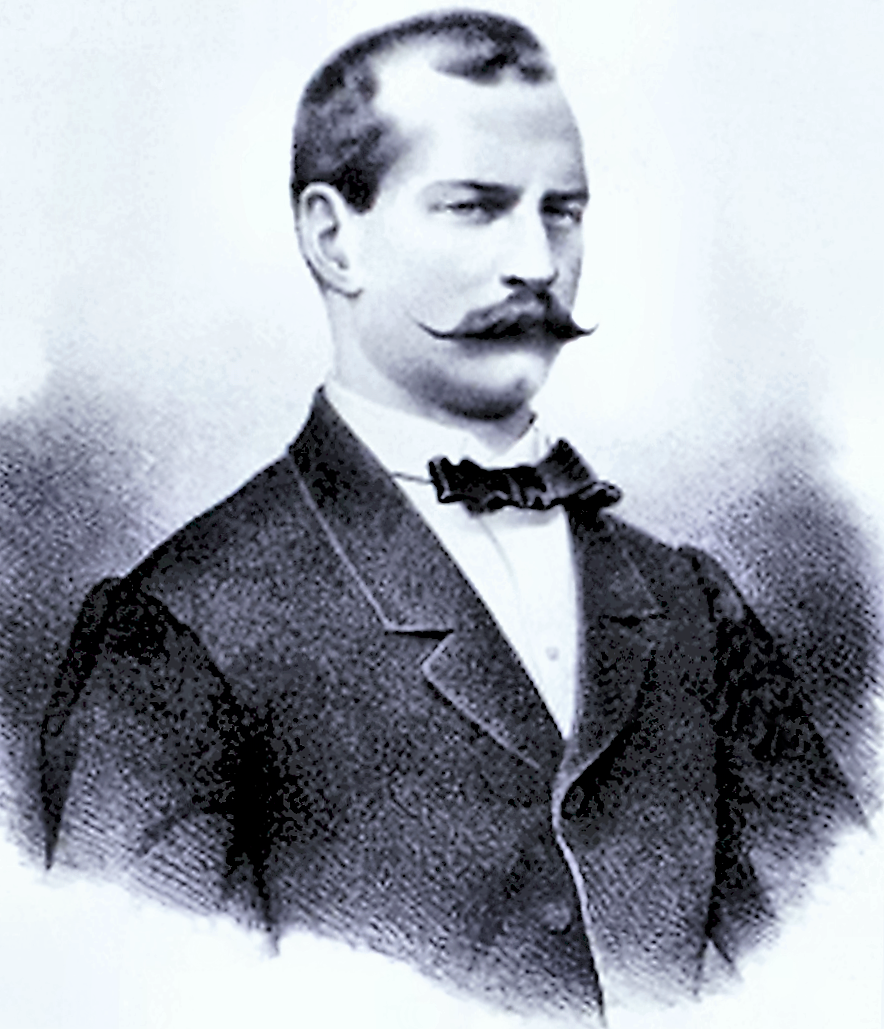
Hieronymus von Alesani

Hieronymus Freiherr von Alesani, auch Girolamo Alessani oder Jeronim Alesani (* 17. Juli 1830 in Zadar, Dalmatien; † 8. Februar 1887 in Czernowitz, Bukowina) war Landespräsident der Bukowina und Abgeordneter zum Österreichischen Abgeordnetenhaus.

## Leben
Hieronymus von Alesani war Sohn des Realitätenbesitzers Antonio Alesani († 1845). Er ging bis 1846 auf ein Gymnasium in Zadar und besuchte danach ab 1847 Philosophische Jahrgänge (als Zögling des Stadtkonvikts) an der Universität Wien und ebenda studierte er von 1849 bis 1853 Rechtswissenschaft. Er wurde zunächst Konzeptspraktikant im Unterrichtsministerium und war vor 1856 im Verwaltungsdienst in Dalmatien tätig, wo er zunächst Konzipist war, ab 1859 Sekretär an der Statthalterei in Zadar, 1861 Leiter der Kreisbehörde, 1862 Kreishauptmann in Split und ab Februar 1866 Delegat in Belluno (damals zum Königreich Lombardo-Venetien und seit 1866 zu Italien gehörend). 1867 wurde er Hofrat an der Statthalterei in Zadar und 1870 Leiter der Statthaltereiabteilung in Trient (damals zu Tirol gehörend). Von 1874 bis 1887 war er Landespräsident der Bukowina. Er war auch Präsident des patriotischen Landeshilfsvereins vom Roten Kreuz der Bukowina. Er wurde am 25. Oktober 1877 in den Freiherrenstand erhoben und war Ritter des kaiserlich-österreichischen Leopoldordens und Ritter des kaiserlich-russischen St. Stanislausordens I. Klasse. Weiters war er Offizier des kaiserlich-italienischen Mauritius- und Lazarusordens, Besitzer des Komturkreuzes II. Klasse des königlich württembergischen Friedrichs-Ordens, des persischen Löwen- und Sonnenordens II. Klasse, des eisernen Kronenordens II. Klasse und er war Ehrenbürger der Stadt Czernowitz und Arco. Er starb am 8. Februar 1887 an einem Gehirnschlag.
Hieronymus von Alesani war von 1864 bis 1866 und von 1869 bis 1870 Mitglied im dalmatinischen Landtag. Von 1878 bis 1886 war er im Bukowinaer Landtag.
Er war römisch-katholisch und ab 1877 verheiratet mit Eugenie von Haas, mit der er einen Sohn hatte. Sein Schwiegervater war der Großindustrielle Eduard von Haas (1827–1880), und er war auch der Schwager von Philipp Freiherr von Haas (1859–1926), einem Textilindustriellen (Philipp Haas & Söhne). Sein Bruder war Vincenzo Alesani (1834–1896), ein Finanzbeamter, der von 1871 bis 1876 ebenfalls Mitglied des dalmatinischen Landtags war.

## Politische Funktionen
Hieronymus von Alesani war vom 12. November 1864 bis zum 20. September 1865 und vom 27. Oktober 1874 bis zum 22. Mai 1879 Abgeordneter des Abgeordnetenhauses im Reichsrat (I. und V. Legislaturperiode) und war dort in der I. Legislaturperiode für die Kurie Dalmatien, Landgemeinden (Spalato, Traù, Almissa, Lesina, Lissa, Brazza, Sinj, Imoschi, Vergoraz, Makarska, Metkovich) zuständig. Während der V. Legislaturperiode war er für die Kurie Bukowina, Großgrundbesitz, erster Wahlkörper zuständig. Er war der Nachfolger von Theophil Bendella, der ins Herrenhaus berufen wurde.

## Klubmitgliedschaften
Hieronymus von Alesani war ab 1864 dalmatinischer Autonomist.